# Chicane

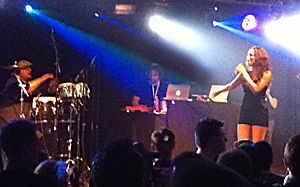
Chicane in Stockholm, Nick Bracegirdle (Mitte, 2011)

Chicane ist ein Musikprojekt aus dem Bereich Trance und Ambient des englischen Musikproduzenten Nick Bracegirdle.

## Karriere
Erste Erfolge hatte Chicane 1996 mit der Single Offshore. 1997 folgten die Single Sunstroke, das erste Album (Far from the Maddening Crowds) und neue Versionen von Offshore.
1999 erschien die Single Saltwater; eine Coverversion des 80er-Jahre Clannad-Hits Theme from Harry’s Game. Im selben Jahr folgte Don’t Give Up – eine Zusammenarbeit mit Bracegirdles langjährigem Freund Bryan Adams. Der Song erreichte in verschiedenen Ländern Europas hohe Chartplatzierungen und verdrängte in England Madonna von der Nummer 1. 2000 veröffentlichte Chicane als nächstes Album Behind the Sun.
Im Jahr 2003 erschien dann die Single Love on the Run mit den Vocals von Peter Cunnah. Diese Single war zunächst als Vorgeschmack auf das dritte Chicane-Album Easy to Assemble geplant, das 2003 erscheinen sollte. Der Veröffentlichungstermin für dieses Album wurde aber immer wieder verschoben und schließlich komplett ausgesetzt (offenbar gab es von Easy to Assemble jedoch schon Promo-CDs).
Im Jahr 2006 wurde der Song Stoned in Love mit Tom Jones veröffentlicht.
Am 23. Juli 2007 erschien Somersault, das dritte offizielle Album mit insgesamt 10 Tracks, wovon Spirit und Arizona Part 2 bereits auf der Easy-to-Assemble-Promo enthalten waren.
Sein Debütalbum Far from the Maddening Crowds wurde am 22. Oktober 2007 unter dem Label Modena neu veröffentlicht. Das Re-Release enthält einen neuen Mix von Offshore.
Im Sommer 2008 folgte mit Bruised Water eine Zusammenarbeit mit Natasha Bedingfield, ein Mashup aus Natasha Bedingfields „I bruise easily“ und Chicanes altem Hit „Saltwater“.
In den USA erschien eine Promo-Single des Natasha-Bedingfield-Songs Angel, wofür Chicane zwei Remixe beisteuerte.
Im Oktober 2008 erschien ein Best-of-Album mit dem Titel The Best of Chicane 1996–2008 mit 18 Titeln, darunter auch einige modifizierte Versionen seiner größten Hits, wie Don’t Give Up und Saltwater inkl. eines komplett neuen Songs namens Wake Up zusammen mit der Brit-Pop-Band Keane.
Auf der Special Edition von Bryan Adams Albums 11, welches Anfang November 2008 erschien, gibt es einen Chicane-Mix des Titels She’s Got a Way.
2009 erschien Poppiholla, eine EP mit mehreren überarbeiteten Versionen des Songs Hoppípolla der isländischen Band Sigur Rós.
Im August 2010 wurde das Album Giants veröffentlicht.
Im April 2012 ist mit Thousand Mile Stare ein weiteres Chicane-Album erschienen.
Am 23. April 2021 wurde das 8. Studioalbum Everything We Had to Leave Behind veröffentlicht.

## Diskografie

### Studioalben
| Jahr | Titel                                                    | Höchstplatzierung, Gesamtwochen, AuszeichnungChartplatzierungen (Jahr, Titel, Platzierungen, Wochen, Auszeichnungen, Anmerkungen) | Höchstplatzierung, Gesamtwochen, AuszeichnungChartplatzierungen (Jahr, Titel, Platzierungen, Wochen, Auszeichnungen, Anmerkungen) | Höchstplatzierung, Gesamtwochen, AuszeichnungChartplatzierungen (Jahr, Titel, Platzierungen, Wochen, Auszeichnungen, Anmerkungen) | Anmerkungen                            |
| Jahr | Titel                                                    | DE | CH | UK | Anmerkungen                            |
| ---- | -------------------------------------------------------- | --- | --- | --- | -------------------------------------- |
| 1997 | Far from the Maddening Crowds                            | — | — | UK49 Silber · (2 Wo.)UK | Erstveröffentlichung: 20. Oktober 1997 |
| 2000 | Behind the Sun                                           | DE33 (6 Wo.)DE | CH66 (7 Wo.)CH | UK10 Gold · (12 Wo.)UK | Erstveröffentlichung: 27. März 2000    |
| 2007 | Somersault                                               | — | — | — | Erstveröffentlichung: 23. Juli 2007    |
| 2010 | Giants                                                   | — | — | UK35 (2 Wo.)UK | Erstveröffentlichung: 2. August 2010   |
| 2012 | Thousand Mile Stare                                      | — | — | UK37 (2 Wo.)UK | Erstveröffentlichung: 16. April 2012   |
| 2015 | The Sum of Its Parts                                     | — | — | UK44 (1 Wo.)UK | Erstveröffentlichung: 26. Januar 2015  |
| 2018 | The Place You Can’t Remember, the Place You Can’t Forget | — | — | — | Erstveröffentlichung: 8. Juni 2018     |
| 2021 | Everything We Had to Leave Behind                        | — | — | — | Erstveröffentlichung: 23. April 2021   |

### Kompilationen
| Jahr | Titel                 | Höchstplatzierung, Gesamtwochen, AuszeichnungChartsChartplatzierungen (Jahr, Titel, Platzierungen, Wochen, Auszeichnungen, Anmerkungen) | Anmerkungen |
| Jahr | Titel                 | UK | Anmerkungen |
| ---- | --------------------- | --- | --- |
| 2008 | The Best of 1996–2008 | UK10 Gold · (13 Wo.)UK | Erstveröffentlichung: 6. Oktober 2008 in einigen Ländern als The Best of 1996–2009 oder The Best of 1996–2010 veröffentlicht |
| 2016 | Twenty                | UK40 (1 Wo.)UK | Erstveröffentlichung: 29. Juli 2016                                                                                          |

Weitere Kompilationen
- 2001: Visions of Ibiza
- 2018: Sun:Sets 2018 (Selected by Chicane)

### Singles
| Jahr | Titel Album                                      | Höchstplatzierung, Gesamtwochen, AuszeichnungChartplatzierungen (Jahr, Titel, Album, Platzierungen, Wochen, Auszeichnungen, Anmerkungen) | Höchstplatzierung, Gesamtwochen, AuszeichnungChartplatzierungen (Jahr, Titel, Album, Platzierungen, Wochen, Auszeichnungen, Anmerkungen) | Höchstplatzierung, Gesamtwochen, AuszeichnungChartplatzierungen (Jahr, Titel, Album, Platzierungen, Wochen, Auszeichnungen, Anmerkungen) | Anmerkungen                                                   |
| Jahr | Titel Album                                      | DE | CH | UK | Anmerkungen                                                   |
| ---- | ------------------------------------------------ | --- | --- | --- | ------------------------------------------------------------- |
| 1996 | Offshore Far from the Maddening Crowds           | DE34 (11 Wo.)DE | CH41 (5 Wo.)CH | UK14 Silber · (8 Wo.)UK | Erstveröffentlichung: 2. Dezember 1996                        |
| 1997 | Sunstroke Far from the Maddening Crowds          | DE63 (5 Wo.)DE | — | UK21 (4 Wo.)UK | Erstveröffentlichung: 2. Juni 1997                            |
| 1997 | Offshore ’97 Far from the Maddening Crowds       | — | — | UK17 (4 Wo.)UK | Erstveröffentlichung: 1. September 1997 mit Power Circle      |
| 1997 | Lost You Somewhere Far from the Maddening Crowds | — | — | UK35 (3 Wo.)UK | Erstveröffentlichung: 8. Dezember 1997                        |
| 1998 | Strong in Love –                                 | — | — | UK32 (2 Wo.)UK | Erstveröffentlichung: 1998 feat. Sylvia Mason-James           |
| 1999 | Saltwater Behind the Sun                         | DE16 (19 Wo.)DE | CH32 (12 Wo.)CH | UK6 Gold · (13 Wo.)UK | Erstveröffentlichung: 24. Mai 1999 feat. Máire Brennan        |
| 2000 | Don’t Give Up Behind the Sun / The Best of Me    | DE24 (9 Wo.)DE | CH42 (15 Wo.)CH | UK1 Gold · (14 Wo.)UK | Erstveröffentlichung: 6. März 2000 feat. Bryan Adams          |
| 2000 | No Ordinary Morning / Halcyon Behind the Sun     | — | CH96 (1 Wo.)CH | UK28 (5 Wo.)UK | Erstveröffentlichung: 10. Juli 2000                           |
| 2000 | Autumn Tactics Behind the Sun                    | — | — | UK44 (2 Wo.)UK | Erstveröffentlichung: 16. Oktober 2000                        |
| 2003 | Saltwater 2003 –                                 | — | — | UK43 (2 Wo.)UK | Erstveröffentlichung: 2003 feat. Máire Brennan                |
| 2003 | Love on the Run –                                | DE38 (7 Wo.)DE | — | UK33 (2 Wo.)UK | Erstveröffentlichung: 31. März 2003 feat. Peter Cunnah        |
| 2004 | Don’t Give Up 2004 –                             | — | — | UK43 (2 Wo.)UK | Erstveröffentlichung: 2004 feat. Bryan Adams                  |
| 2006 | Stoned in Love Somersault                        | — | — | UK7 Silber · (17 Wo.)UK | Erstveröffentlichung: 17. April 2006 feat. Tom Jones          |
| 2008 | Bruised Water The Best of 1996–2008              | — | — | UK42 (4 Wo.)UK | Erstveröffentlichung: 25. August 2008 vs. Natasha Bedingfield |
| 2009 | Poppiholla Giants                                | — | — | UK7 Silber · (11 Wo.)UK | Erstveröffentlichung: 13. Juli 2009                           |
| 2009 | Hiding All the Stars Giants                      | — | — | UK42 (2 Wo.)UK | Erstveröffentlichung: 18. Oktober 2009                        |

Weitere Singles
- 1998: Red Skies
- 2007: Come Tomorrow
- 2010: Come Back (feat. Paul Young)
- 2010: Middledistancerunner (feat. Adam Young)
- 2010: Where Do I Start
- 2011: Going Deep (feat. Aggi Dukes)
- 2012: Three
- 2012: One Thousand Suns (mit Ferry Corsten und Christian Burns)
- 2013: One More Time (feat. Duane Harden)
- 2014: No More I Sleep (feat. Senadee)
- 2014: Still with Me (feat. Bo Bruce)
- 2015: Oxygen (feat. Paul Aiden)
- 2015: Ibiza Strings / Ibiza Bleeps
- 2015: Fibreglasses
- 2016: Carry Me Home (feat. Steve Edwards)
- 2017: How Does Your House Work? (feat. Barbarella)
- 2022: Where This Whole Thing Began
- 2023: We Were Once Kings

## Auszeichnungen für Musikverkäufe
| Goldene Schallplatte - Australien - 2000: für die Single Don’t Give Up - Belgien - 1999: für die Single Saltwater - Neuseeland - 2000: für das Album Behind the Sun |

Anmerkung: Auszeichnungen in Ländern aus den Charttabellen bzw. Chartboxen sind in ebendiesen zu finden.
| Land/RegionAuszeichnungen für Musikverkäufe (Land/Region, Auszeichnungen, Verkäufe, Quellen) | Silber     | Gold     | Platin | Verkäufe  | Quellen         |
| -------------------------------------------------------------------------------------------- | ---------- | -------- | ------ | --------- | --------------- |
| Australien (ARIA)                                                                            | —          | Gold1    | —      | 35.000    | aria.com.au     |
| Belgien (BRMA)                                                                               | —          | Gold1    | —      | 25.000    | ultratop.be     |
| Neuseeland (RMNZ)                                                                            | —          | Gold1    | —      | 7.500     | Einzelnachweise |
| Vereinigtes Königreich (BPI)                                                                 | 4× Silber4 | 4× Gold4 | —      | 1.660.000 | bpi.co.uk       |
| Insgesamt                                                                                    | 4× Silber4 | 7× Gold7 | —      |           |                 |